# 44 TCN
Năm 44 TCN là một năm trong lịch Julius. 

## Mất
- Julius Caesar